# Kerjokidul
Kerjokidul is een bestuurslaag in het regentschap Wonogiri van de provincie Midden-Java, Indonesië. Kerjokidul telt 4066 inwoners (volkstelling 2010).